# 平湖街道 (长春市)
平湖街道，是中华人民共和国吉林省长春市双阳区下辖的一个乡镇级行政单位。

## 行政区划
平湖街道下辖以下地区：
双桥村、甩湾村、城郊村、双湾村、宋家村、林家村、东方村、梨树村、小龙村、杜家村、常明村、黑鱼村、杨家村、莲花村、新阳村和尚家村。